# 名古屋市営地下鉄桜通線
桜通線（さくらどおりせん）は、愛知県名古屋市中村区の太閤通駅から同市緑区の徳重駅までを結ぶ、名古屋市営地下鉄の路線である。『鉄道要覧』における名称は6号線桜通線、都市計画上の名称は名古屋市高速度鉄道第6号線。ラインカラーは赤（■）。駅ナンバリングで用いられる路線記号はS。
すべての駅でmanaca（2011年2月11日導入）などの交通系ICカード全国相互利用サービス対応カードが使用できる。

## 概要
現在の始発駅である太閤通駅は太閤通（愛知県道68号名古屋津島線）の地下にあり、環状線（名古屋市道名古屋環状線）が交差している。次駅の名古屋駅（名駅）から久屋大通公園（久屋大通）北側に位置する久屋大通駅を経由して今池駅に至る区間は、東西に延びる桜通の地下を通る。愛称「桜通線」はこの通りの名前に由来する。同区間は錦通地下にある東山線と並行しており、市内交通最大の大動脈である同線のバイパス路線としての役割を担っている。
今池駅北側で南に進路を変え、桜本町駅までの間は南北方向に延びる環状線（名古屋市道名古屋環状線）の地下を通る。桜本町駅の南で再び進路を東に変え、あとは終点の徳重駅まで東海通（名古屋市道東海橋線）の地下を通る。このうち鶴里駅 - 野並駅間では天白川の下を通るため、名古屋市営地下鉄で唯一の複線シールド構造になっており、両方向の電車が至近ですれ違う様子を見ることができる。桜本町以東の区間では区画整理が進み、それに伴い住宅開発とともに人口の増加が著しい名古屋市南東部郊外の鉄道空白地域を解消する路線としての役割を担っている。
以上に述べた路線構造から、桜通線は東山線・名城線・鶴舞線との乗換駅がそれぞれ2駅ずつ設置されている。また、名古屋駅 - 御器所駅間は既存路線との交差駅では全て桜通線が他線（改札内で直接乗り換え可能な地下鉄各線のほか、地下で交差する名鉄名古屋本線、名鉄瀬戸線を含む）の下を通っており、名駅や栄の大規模な地下街を潜るためほとんどの駅が20 m近い深度にあることから、名古屋市営地下鉄では最も深い位置を走っている路線でもある（最深は丸の内駅で深度24 m）。一方で、桜山駅以南では既存路線と交差するのは名城線の下を通って交差する新瑞橋駅のみであるため、同駅や丘陵地帯にある相生山駅・神沢駅以外は深度20 m未満の浅い駅が多い。また、名古屋市営地下鉄で唯一、南区と緑区を通る路線でもある。桜通線と他社線との乗換駅は名古屋駅のみであるが、一部の駅（桜本町駅と名鉄名古屋本線の桜駅、車道駅とJR中央本線の千種駅、久屋大通駅と名鉄瀬戸線の栄町駅）は、連絡運輸はないものの近接している。
後発の路線のため、名古屋市営地下鉄では最初にATO（自動列車運転装置）を採用した路線であり、すべての列車で運転士のみが乗務するワンマン運転が実施されている。また、いち早くから可動式ホーム柵（ホームドア）が各駅に導入された路線でもある。
名古屋市営地下鉄の中では名城線・名港線・東山線とともに、路線が名古屋市内に収まっており、営業運転で車両が名古屋市外に出ない路線である。桜通線の車両整備等は徳重駅に併設された徳重車庫で行われている。ただし徳重車庫は小規模であるため、大きな検査が行われる際や廃車となる際は丸の内駅に設けられた鶴舞線とを結ぶ連絡線を介して日進市にある日進工場まで自力回送している。徳重駅が開業するまでは桜通線単独の車庫が存在しなかったため、中村区役所駅（現在の太閤通駅）の引き上げ線を検車区として、簡単な清掃や車両点検を行っていた。また、現在本線となっている野並駅以東の線路も徳重延伸に備えて野並開業時より長めに造られて留置線として使用されていた。
鶴舞線と車両検査施設を共有していることから、鶴舞線と同じく線路は軌間1,067 mm、パンタグラフを使用した架空電車線方式を採用している。鶴舞線や上飯田線は名鉄との相互直通運転を行うため、1,067 mm軌間と架空電車線方式を採用しているが、相互直通運転を行わない路線で1,067 mm軌間と架空電車線方式を採用している路線は名古屋市営地下鉄では桜通線のみである。
接近メロディには、太閤通駅方面が「チェリー」、徳重駅方面が「オーバル」を採用している。
2023年1月4日、中村区役所が東山線本陣駅付近に移転するため、起点駅の中村区役所駅が「太閤通駅」に改称された。

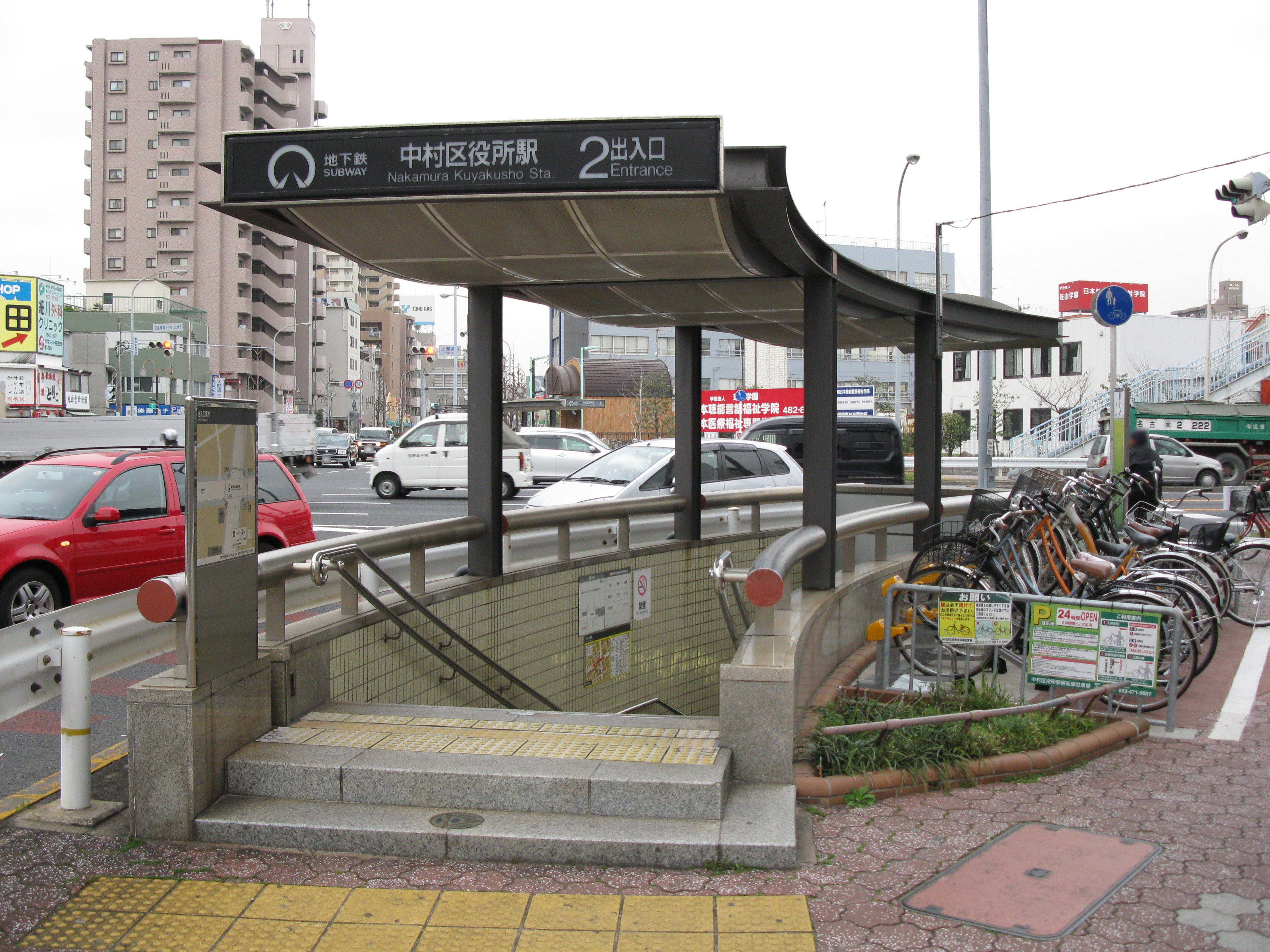
太閤通駅（写真は駅名改称前）

### 路線データ
- 路線距離：19.9 km[2]
- 営業キロ：19.1 km[2][3]
- 軌間：1,067 mm[2]
- 駅数：21駅（起終点駅含む）[3]
- 複線区間：全線
- 電化区間：全線（直流1500V・架空電車線方式）
- 閉塞方式：車内信号式ATC、ATO
- 最高速度：75 km/h[3]
- 1編成の両数：5両[3]
- ホーム最大対応両数：8両（太閤通 - 野並間）、6両（鳴子北 - 徳重間）

## 運行形態
すべての列車が各駅停車で、全区間通し運行が基本である。ただし、終電が太閤通駅発、徳重駅発のいずれも今池駅までの区間運行である。また、太閤通駅発の終電1本前は徳重駅まで行かず、野並駅までの区間運行である。東山線と並行する区間では終着駅の関係上（名古屋駅から見て、太閤通駅は東山線岩塚駅より近いため。また東山線は今池駅が終点にならず星ヶ丘駅まで行くため）、名古屋駅基準で東山線より終電が遅くなっている。
始発と終電以外では、朝に桜山駅発太閤通行きが2本、平日夕方に今池駅発太閤通行き1本が運行されている。2023年9月のダイヤ改正までは桜山駅発着で太閤通駅発着、徳重駅発着の区間運行が各1往復設定されていた。桜山駅止まりの区間列車が設定される前は同じダイヤで中村区役所駅（現在の太閤通駅）および野並駅から定期回送列車が運行されていた。
日進工場への出入庫列車は主に夜間に不定期に運行されており、鶴舞線へは徳重駅からそのまま丸の内駅まで回送され、鶴舞線からは丸の内駅から一旦太閤通駅まで運行されたあと、折り返して徳重駅へ向かう（丸の内駅の桜通線側は渡り線がないため）。
夜間滞泊は終着駅の設定がある太閤通駅、今池駅、桜山駅、野並駅、徳重駅（徳重車庫）で行っている。留置線のない野並駅を除いて2編成以上の留置が可能になっており、全ての車両を収納できない徳重車庫を補完する役割を担っている。
- 運転間隔[12][13][14][15]
  - 平日：朝ラッシュ時4分間隔、昼間10分間隔[注釈 1]、夕ラッシュ時6分間隔
  - 土曜・休日：朝7.5分間隔[注釈 2]、その他10分間隔

大晦日から元旦にかけての終夜運転では、通常の今池止まりの後から30分間隔で全線通し運行となる。

## 車両
2010年の6050形運用開始及び、2011年の野並駅 - 徳重駅延伸開業後は2形式5両編成24本120両の体制になっている。桜通線用の車両は開業当時から運行されている車両を含めて廃車は生じていないほか、右手操作式ワンハンドルマスコンの6050形が登場するまでは、開業時より全車両がVVVFインバータ制御と横軸ツインレバー型マスコンのみで、ほかの制御装置やマスコンの車両は一切導入されておらず、これらの特徴はいずれも上飯田線を除くと、名古屋市営地下鉄では唯一の例である。また、5両編成で運行されている地下鉄路線も名古屋市営地下鉄に限らず日本の地下鉄全体で唯一である。
並行する東山線とは異なり、女性専用車両は設定されていない。
通常は全編成が運用されることはなく、鶴舞線の日進工場に2編成留置される。

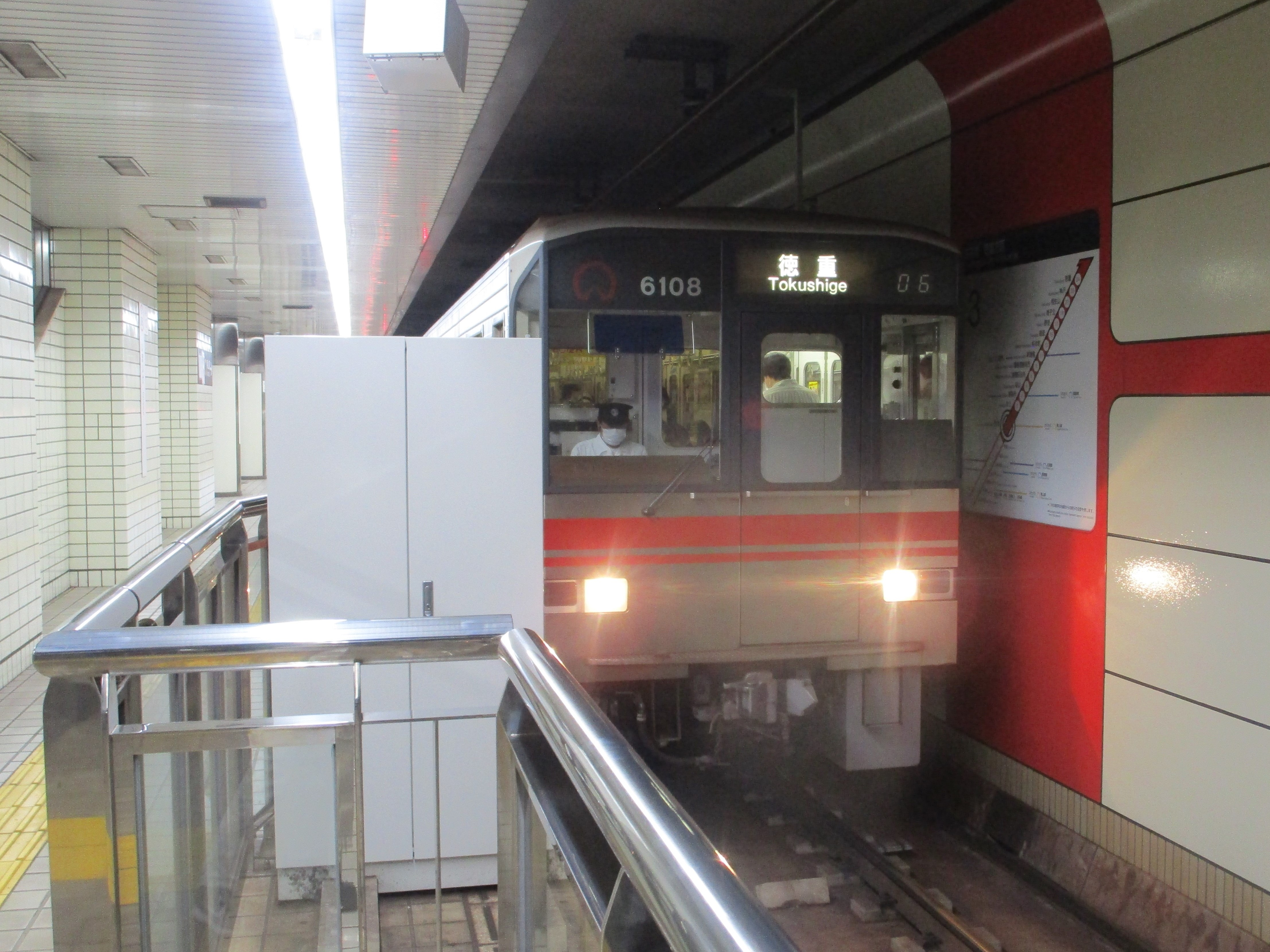
6050形
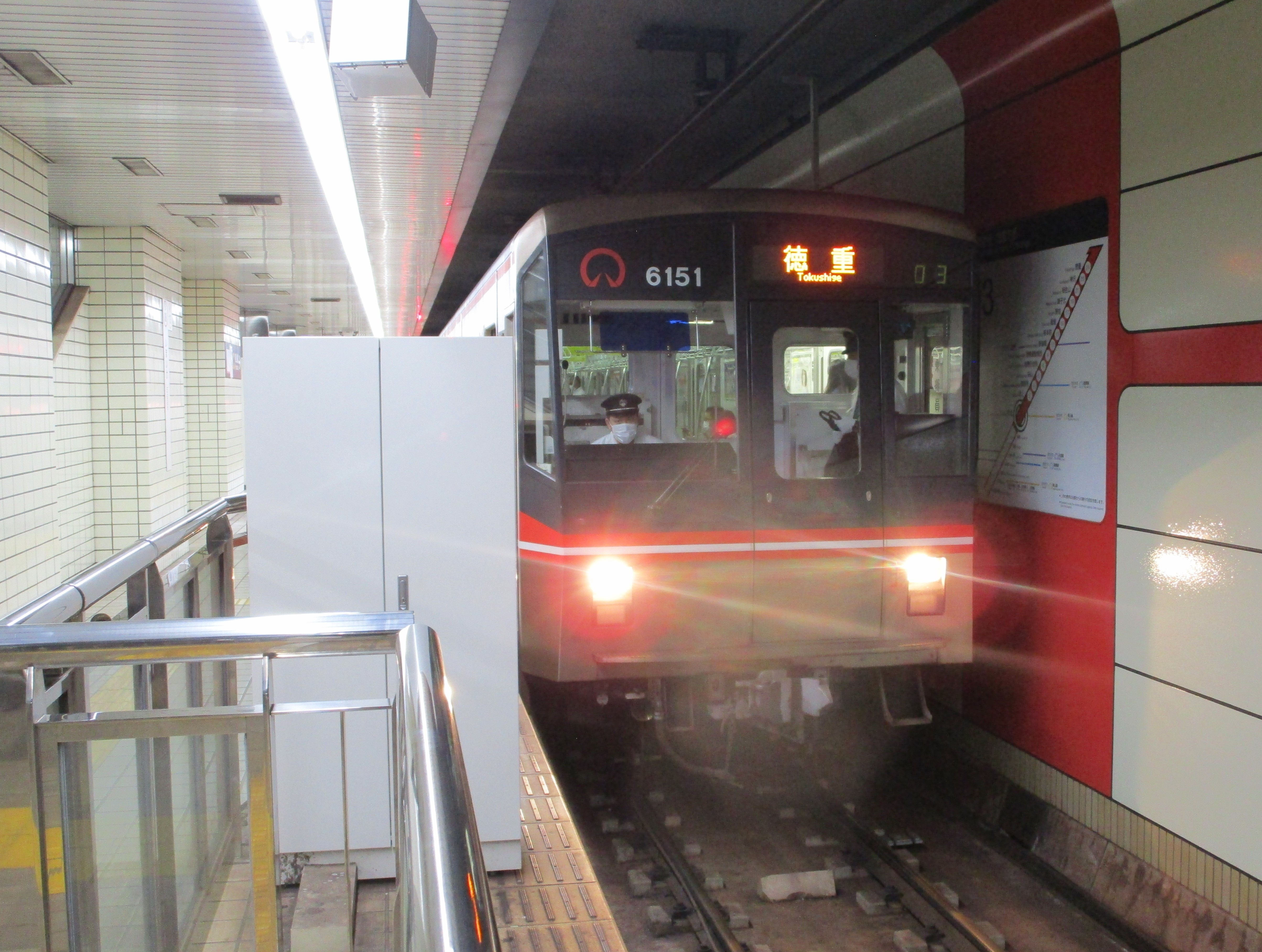
6000形

- 6000形
- 6050形

## 駅の設備

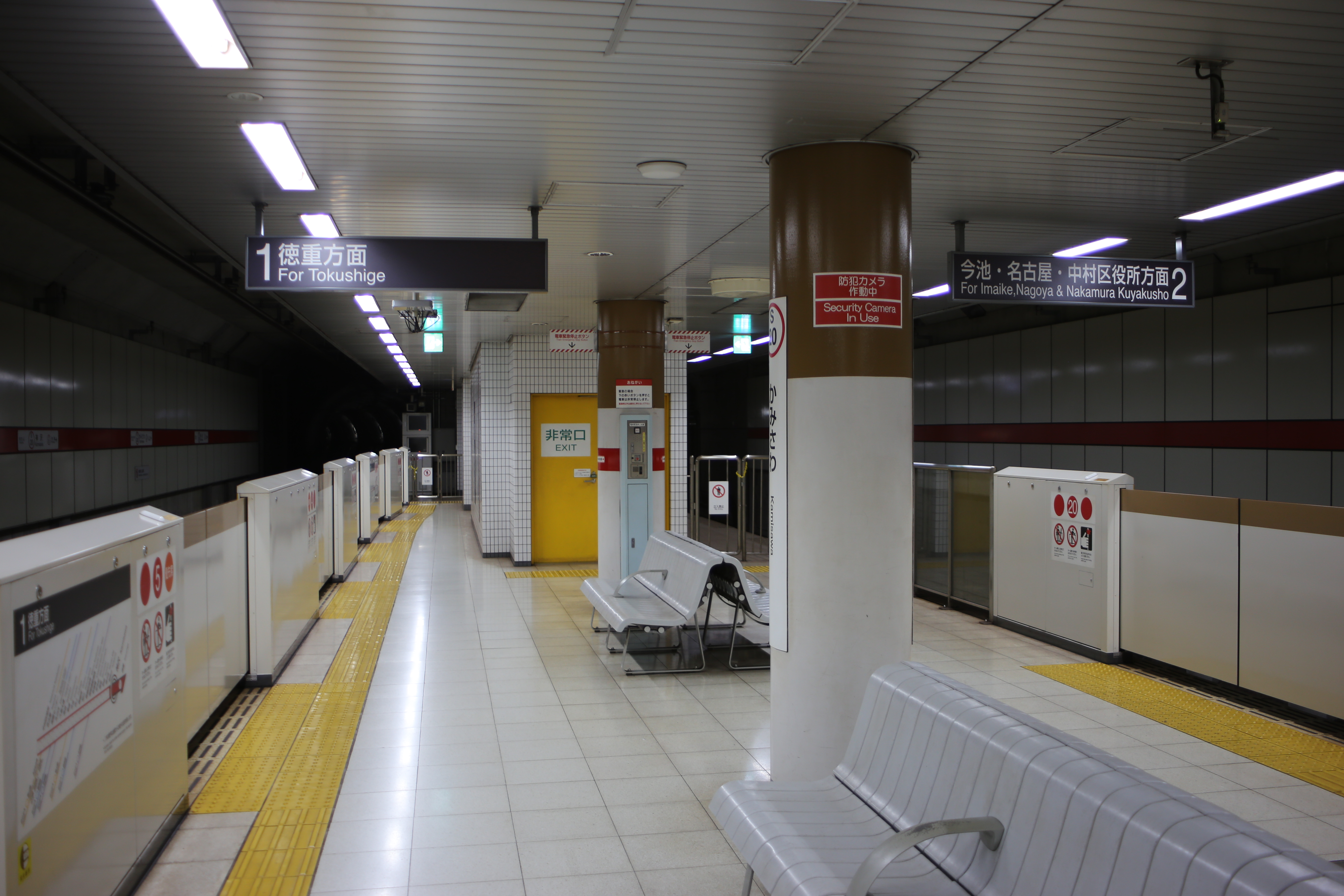
島式ホーム（神沢駅）

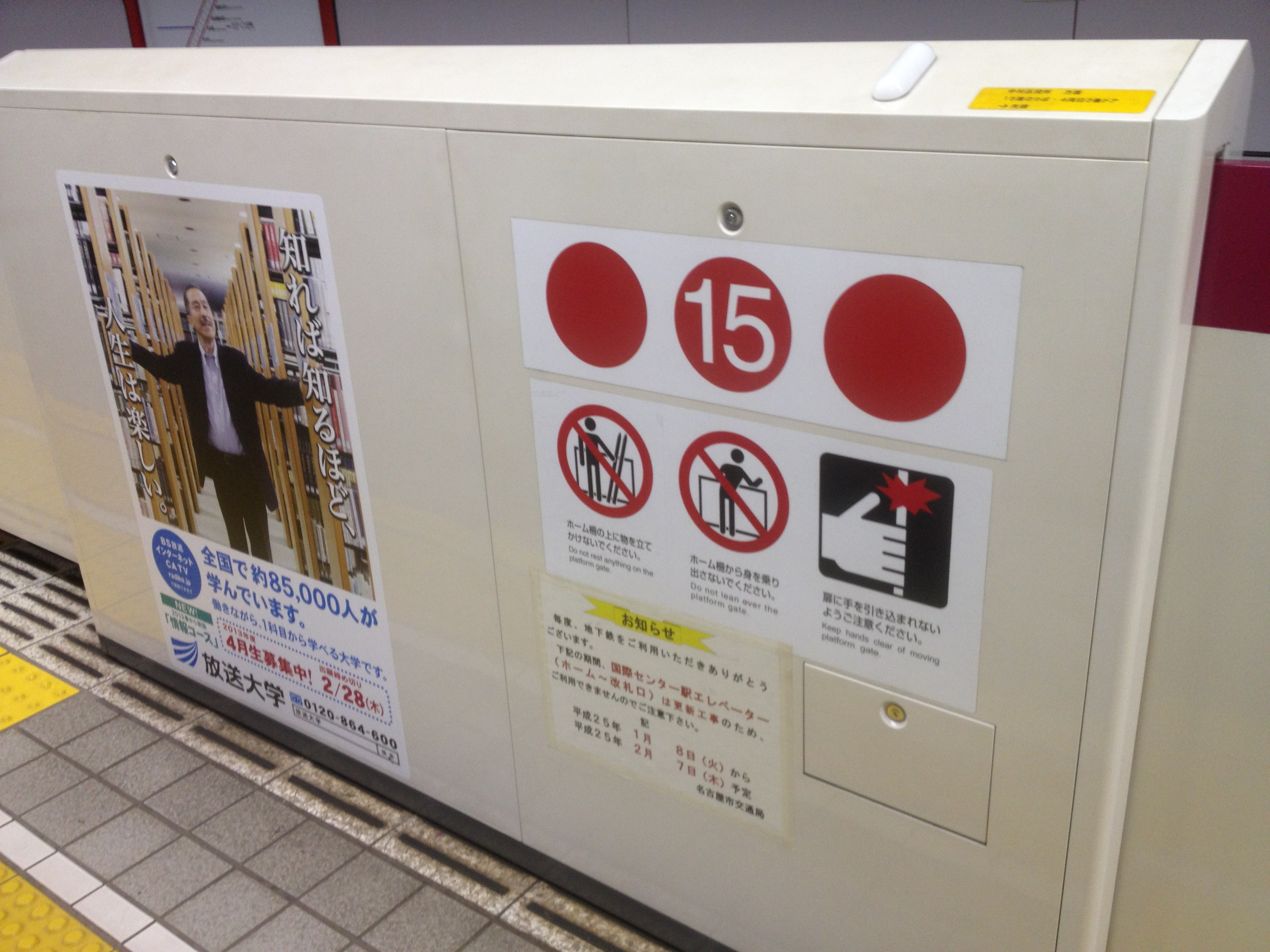
桜通線ホームドアにおける乗車位置と注意事項案内（久屋大通駅）

ホームは、太閤通駅から野並駅は20m車8両編成に対応しているが、鳴子北駅から徳重駅は経費削減のため20m車6両編成までの対応となっている。すべての駅に可動式ホーム柵が設置されており、6両編成以上の定期列車が入線することはないため、電車が停まらない部分には普通柵を設置しているほか、ホームの一部を封鎖している。可動式ホーム柵は、鳴子北駅・相生山駅・神沢駅・徳重駅の各駅では2011年3月27日の開業と同時に使用が開始され、既存の駅でも順次設置され、同年7月23日までにすべての駅で設置が完了した（当初は7月16日設置完了予定だった）。また、名古屋市営地下鉄の開業区間で初めて駅のテーマカラーが設定され、既存の各駅でも可動式ホーム柵の設置とともに設定された。
ホームは、常に進行方向右手となるよう全駅で島式ホームとなっている。また、日本国内の鉄道の多くでは、車両の運転台を進行方向左側に設置しているが、桜通線では車両の運転台をホームに近い、進行方向右側に設置している。乗務員は、可動式ホーム柵の最前方のモニターテレビで、ホームに設置されたカメラ等との映像を見て、ホーム前後の安全確認やドアの開閉、発進操作を行う。これらの設備によりホーム安全やドア開閉の確認を容易にし、ワンマン運転を可能にしている。
太閤通駅 - 野並駅の各駅のコンコースには壁画を設けたが、鳴子北駅から徳重駅は、壁画が省略されている。
すべての駅で、エレベーター・エスカレーター、車椅子使用者対応トイレ等のバリアフリー化、押しボタン式の列車非常停止警報装置が完了している。名古屋市営地下鉄全線でバリアフリー設備の整備や列車非常停止警報装置の整備が始まったのは桜通線が初である。

## 歴史
1972年（昭和47年）の都市交通審議会答申第14号において、計画化された路線である。当時、東山線では、通勤時間帯に名古屋駅での改札止めが常態化し、昭和50年代中ごろには、名古屋駅 - 伏見駅間において、混雑率が250%を超える状況となっていた。そのため、東山線の混雑緩和のため、バイパス路線として、まず、 中村区役所駅（現在の太閤通駅） - 今池駅間の建設が行なわれ、1989年（平成元年）9月10日に開業した。同区間の工事は、名古屋駅の地下をくぐる構造を建設するもので、採用された大規模アンダーピニング工法が土木学会賞技術賞を受賞した。当線名古屋駅ホームにはそのプレートが埋め込まれていたが、2015年に撤去された。
桜通線は当初からワンマン運転を行うことを前提に、すべてのホームを島式とし、すべての車両の運転台をホームに近い、進行方向右側に整備した。開業時は車掌が乗務していたものの、1994年（平成6年）1月16日からATOによる自動運転を、2月16日からワンマン運転を開始した。同じ年の3月30日には今池駅 - 野並駅間が開業した。
2011年（平成23年）3月27日には野並駅 - 徳重駅間が開業した。開業が東北地方太平洋沖地震の直後となったため、記念イベントを中止し、出発式および、ドニチエコきっぷ、Bトレインショーティーなどの記念グッズの販売のみ行った。同区間については、名古屋市が2000年（平成12年）12月に次期整備区間として建設する方針を固め、2003年（平成15年）9月5日、同区間の第一種鉄道事業許可を取得し、2006年2月に建設を開始した。開業に伴う試運転は、2011年1月22日から、通常の旅客運行を利用し、野並駅での乗客乗降前後に、開通後の運行を想定して野並駅 - 徳重駅で行った。
なお、野並駅 - 徳重駅の延長工事に関し、2007年（平成19年）1月、工事に伴う入札で大手ゼネコンが談合の疑いで名古屋地検特捜部と公正取引委員会の家宅捜査を受けた。同年2月28日には大手ゼネコン5社の幹部らが独占禁止法違反容疑で逮捕された。

### 年表
- 1989年（平成元年）
  - 9月10日：中村区役所駅（現在の太閤通駅） - 今池駅間 (6.3 km) が開業[20][28]。6000形電車営業運転開始。
  - この年、桜通線建設時の名古屋駅付近の大規模アンダーピニング工法が土木学会賞技術賞を受賞。
- 1994年（平成6年）
  - 1月16日：ATOによる自動運転開始[21]。
  - 2月16日：ワンマン運転開始[21][22][23]。
  - 3月30日：今池駅 - 野並駅間 (8.6 km) が開業[23][24]。
- 2003年（平成15年）3月27日：ダイヤ改正。昼間の運転間隔を従来の6 - 7分から平日7分30秒、土休日10分に減便。
- 2004年（平成16年）10月6日：名城線瑞穂運動場東駅の開業に伴い、瑞穂運動場駅を瑞穂運動場西駅に改称[29]。
- 2007年（平成19年）
  - 3月18日：3050形を使用した鶴舞線開通30周年記念列車が今池駅 - 鶴舞線赤池駅間で運転される。6000形以外の車両が当線に入線したのは、1993年に鶴舞線と犬山線直通運転記念イベント団体専用列車で3151編成が入って以来、これが2度目となる。当日入線したのは3152編成の6連。
  - 3月19日：全駅で列車到着前の接近チャイムに代わり接近メロディを導入[8]。
- 2009年（平成21年）9月20日：3050形を使用した桜通線開業20周年記念特別列車「ミステリートレイン」が鶴舞線赤池駅 - 今池駅間で運転される[30]。
- 2010年（平成22年）7月5日：6050形電車営業運転開始[31]。
- 2011年（平成23年）
  - 1月20日：LED式発車標を全駅に設置。
  - 1月22日：中村区役所駅を皮切りに可動式ホーム柵使用開始[32]。
  - 3月20日：鳴子北駅 - 徳重駅間にて試乗会開催。
  - 3月21日：ダイヤ改正。桜山駅行の区間運行を設定（桜山駅発は従来から設定）。
  - 3月27日：野並駅 - 徳重駅間 (4.2 km) が開業[25]。
  - 7月23日：野並駅を最後に可動式ホーム柵整備完了[18][32]。
- 2019年（令和元年）
  - 6月1日：車内放送で英語のみ駅ナンバリング放送を開始（実際には前日の5月31日より随時駅ナンバリング放送に更新されていった）。
  - 6月23日：沿線で不発弾処理が行われることに伴い、今池駅 - 桜山駅間で部分運休。
- 2021年（令和3年）3月16日：今池駅構内のエレベーター新設工事現場で火災が発生し、東山線と桜通線が一時運転見合わせ[33][34]。
- 2023年（令和5年）
  - 1月4日：中村区役所駅を太閤通駅に改称[10][35]。
  - 4月1日：組織改正により桜本町管区駅が廃止、同管区管轄駅は今池管区駅に移管された[36]。
  - 8月31日：経費削減のため全ての駅のホームの時刻表を撤去。代わりに時刻をウェブで確認できるQRコードを掲示する案内板を導入[37]。
  - 9月16日：一部時間帯で減便。平日日中の運転間隔が従来の7分30秒から10分に、土休日朝の運転間隔が従来の6分から7分30秒に変更となった[38][14]。
- 2024年（令和6年）：12月15日：東区のカトリック布池教会における不発弾処理のため、9時30分頃から12時17分の交通規制解除まで太閤通駅 - 今池駅間で運休[39]。

## 延伸計画
下記の通り、桜通線では徳重から豊田市南部方面、中村区役所（太閤通）から七宝町方面へ延伸計画があるが、事業化のめどが立っていないほか、今後の安全対策や資金不足、費用対効果が薄いなどの理由により、2019年（平成31年）3月時点では新線建設は行わないとしている。

### 野並 - 徳重 - 豊田市南部方面
1992年の運輸政策審議会答申第12号名古屋圏における高速鉄道を中心とする交通網の整備に関する基本計画についてにおいては、以下の区間が延伸計画として策定されている。
- 今池 - 野並 - 徳重間 … 2008年までに整備することが適当である路線
- 徳重 - 豊明北間 … 2008年までに整備の推進を図ることが適当である路線
- 豊明北 - 豊田市南部方面間 … 今後整備について検討すべき路線

これらのうち、今池駅 - 野並駅間は1994年、野並駅 - 徳重駅間は2011年に開業済みである。
徳重駅以東については、豊明北からさらに東進して豊田市南部へ延伸する経路は未定である。

### 太閤通 - 七宝町方面
1992年策定の運輸政策審議会答申第12号では、2008年までに整備の推進を図ることが適当である路線として、中村区役所駅（現在の太閤通駅）から東山線の中村公園駅を経て中村区稲葉地地区、海部郡大治町、あま市七宝町方面への延伸が示されている。

## 駅一覧
- 全駅愛知県名古屋市内に所在。
- 2023年4月1日現在、鳴子北駅・相生山駅・神沢駅の現場的業務は日本通運株式会社名古屋支店に委託されている。太閤通駅と桜山駅、野並駅、徳重駅は桜通線運転区、丸の内駅は鶴舞線運転区、新瑞橋駅は名城線運転区が駅業務も行っている。名古屋駅は東山線駅務区による直営駅、その他の駅は桜通線駅務区による直営駅。

| 駅番号 | 駅名                    | 駅間 キロ | 営業 キロ | 接続路線・備考 | 所在地 |
| ------ | ----------------------- | --------- | --------- | --- | ------ |
| S01    | 太閤通駅                | -         | 0.0       | | 中村区 |
| S02    | 名古屋駅                | 0.9       | 0.9       | 名古屋市営地下鉄： 東山線 (H08) 東海旅客鉄道： 東海道新幹線・CA 東海道本線 (CA68)・CF 中央本線 (CF00)・CJ 関西本線 (CJ00) 名古屋臨海高速鉄道：●AN あおなみ線 (AN01) 名古屋鉄道：NH 名古屋本線（名鉄名古屋駅:NH36） 近畿日本鉄道：E 名古屋線（近鉄名古屋駅:E01） | 中村区 |
| S03    | 国際センター駅          | 0.7       | 1.6       | | 中村区 |
| S04    | 丸の内駅                | 0.8       | 2.4       | 名古屋市営地下鉄： 鶴舞線 (T06) | 中区   |
| S05    | 久屋大通駅              | 0.9       | 3.3       | 名古屋市営地下鉄： 名城線 (M06) | 中区   |
| S06    | 高岳駅                  | 0.7       | 4.0       | | 東区   |
| S07    | 車道駅                  | 1.3       | 5.3       | | 東区   |
| S08    | 今池駅                  | 1.0       | 6.3       | 名古屋市営地下鉄： 東山線 (H13) | 千種区 |
| S09    | 吹上駅                  | 1.1       | 7.4       | | 千種区 |
| S10    | 御器所駅 （昭和区役所） | 1.0       | 8.4       | 名古屋市営地下鉄： 鶴舞線 (T12) | 昭和区 |
| S11    | 桜山駅 （市立大学病院） | 1.1       | 9.5       | | 瑞穂区 |
| S12    | 瑞穂区役所駅            | 0.9       | 10.4      | | 瑞穂区 |
| S13    | 瑞穂運動場西駅          | 0.7       | 11.1      | | 瑞穂区 |
| S14    | 新瑞橋駅                | 0.7       | 11.8      | 名古屋市営地下鉄： 名城線 (M23) | 瑞穂区 |
| S15    | 桜本町駅                | 1.1       | 12.9      | | 南区   |
| S16    | 鶴里駅                  | 0.9       | 13.8      | | 南区   |
| S17    | 野並駅                  | 1.1       | 14.9      | | 天白区 |
| S18    | 鳴子北駅                | 1.1       | 16.0      | | 天白区 |
| S19    | 相生山駅                | 0.9       | 16.9      | | 緑区   |
| S20    | 神沢駅                  | 1.4       | 18.3      | | 緑区   |
| S21    | 徳重駅                  | 0.8       | 19.1      | | 緑区   |

## 利用状況
最混雑区間は吹上駅 → 今池駅で、2018年度のピーク時混雑率は125%となっている。2018年度の輸送人員は約29万人/日 で、鶴舞線とほぼ同規模である。
名古屋駅 - 今池駅は並行する東山線よりすいているものの、ラッシュ時は混雑する。新瑞橋駅以北の各駅は大半の駅が乗降人員1万人/日以上であり、2011年開業の野並駅以東も開業後徐々に利用者が増え、終点の徳重駅は市営地下鉄単独駅として桜山駅に次ぐ2万人/日の乗降人員、鳴子北駅も接続するバス路線が充実していることから一日1万人/日以上の乗降人員となっている。太閤通駅、国際センター駅、鶴里駅、神沢駅は利用者が少ない。
名古屋市営地下鉄桜通線の年度別の輸送実績を下表に記す。 表中、最高値を赤色で、最低値を緑色で表記している。
| 年度               | 年間 輸送人員 （千人） | 一日平均 輸送人員 （人） | 最混雑区間 乗車率 (%) | 輸送密度 （人/日） | 特記事項                          |
| ------------------ | ---------------------- | ------------------------ | --------------------- | ------------------ | --------------------------------- |
| 1989年（平成元年） |                        |                          |                       |                    | 開業（中村区役所駅 - 今池駅開通） |
| 1990年（平成2年）  | 38,449                 | 105,340                  | 174                   | 16,210             |                                   |
| 1991年（平成3年）  | 43,855                 |                          |                       | 18,368             |                                   |
| 1992年（平成4年）  | 44,617                 |                          |                       | 18,472             |                                   |
| 1993年（平成5年）  | 45,426                 | 124,455                  |                       | 19,672             |                                   |
| 1994年（平成6年）  | 72,797                 | 199,444                  |                       | 49,456             | 今池駅 - 野並駅開通               |
| 1995年（平成7年）  | 76,390                 | 208,716                  | 152                   | 53,222             |                                   |
| 1996年（平成8年）  | 78,795                 | 215,877                  |                       | 56,240             |                                   |
| 1997年（平成9年）  | 77,873                 | 213,351                  |                       | 56,507             |                                   |
| 1998年（平成10年） | 79,209                 | 217,011                  |                       | 57,805             |                                   |
| 1999年（平成11年） | 78,221                 | 213,479                  | 134                   | 57,619             |                                   |
| 2000年（平成12年） | 79,705                 | 218,370                  | 134                   | 59,090             |                                   |
| 2001年（平成13年） | 77,523                 | 212,392                  | 138                   | 57,818             |                                   |
| 2002年（平成14年） | 78,354                 | 214,668                  | 134                   | 58,253             |                                   |
| 2003年（平成15年） | 88,217                 | 241,690                  | 134                   | 66,534             |                                   |
| 2004年（平成16年） | 84,891                 | 232,578                  | 144                   | 62,261             |                                   |
| 2005年（平成17年） | 82,902                 | 227,129                  | 135                   | 62,154             |                                   |
| 2006年（平成18年） | 84,100                 | 230,164                  | 139                   | 62,674             |                                   |
| 2007年（平成19年） | 83,959                 | 230,022                  | 140                   | 63,216             |                                   |
| 2008年（平成20年） | 85,173                 | 233,350                  | 131                   | 63,372             |                                   |
| 2009年（平成21年） | 83,330                 | 228,301                  | 125                   | 62,362             |                                   |
| 2010年（平成22年） | 83,632                 | 237,347                  | 125                   | 63,873             |                                   |
| 2011年（平成23年） | 88,290                 | 241,890                  | 105                   | 56,188             | 野並駅 - 徳重駅開通               |
| 2012年（平成24年） | 90,791                 | 249,000                  | 116                   |                    |                                   |
| 2013年（平成25年） | 94,243                 | 258,000                  |                       |                    |                                   |
| 2014年（平成26年） | 95,640                 | 262,000                  | 120                   |                    |                                   |
| 2015年（平成27年） | 98,710                 | 270,000                  | 119                   |                    |                                   |
| 2016年（平成28年） | 100,823                | 276,000                  | 121                   |                    |                                   |
| 2017年（平成29年） | 104,014                | 285,000                  | 122                   |                    |                                   |
| 2018年（平成30年） | 106,001                | 290,000                  | 125                   |                    |                                   |
| 2019年（令和元年） |                        |                          | 127                   |                    |                                   |
| 2020年（令和2年）  |                        |                          | 98                    |                    |                                   |

出典：
愛知県ホームページ 
- あいちの陸上交通（統計資料） 2007年4月1日 - ウェイバックマシン（2011年1月19日アーカイブ分）
- 陸上交通に関する統計 2011年3月9日 - ウェイバックマシン（2011年8月9日アーカイブ分）
- 陸上交通に関する統計 2015年3月31日
- 第8回愛知県累年統計表
- 愛知県統計年鑑 各年度版

国土交通省
- 最混雑区間における混雑率（令和元年度） (PDF) 
- 最混雑区間における混雑率（令和2年度） (PDF)